# Cinematograaf (filmtoestel)

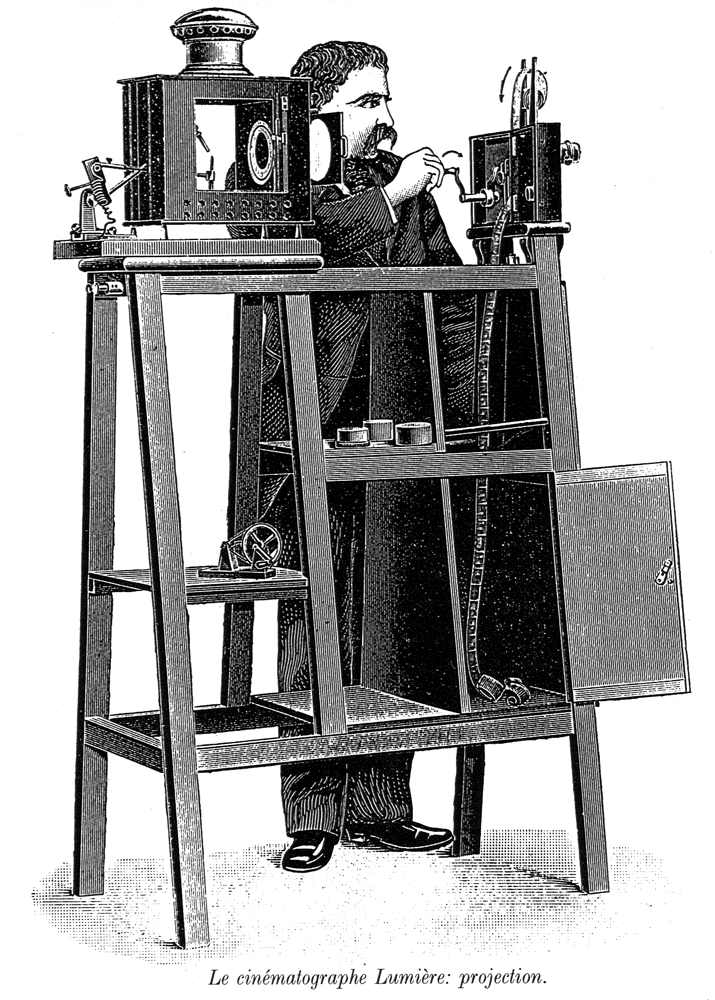
Cinematograaf in de projectiestand

De cinematograaf was een uitvinding van de gebroeders Lumière. Waarschijnlijk heeft Louis Lumière het meeste werk verricht.
De allereerste publieke vertoning vond plaats op 22 maart 1895. De eerste betaalde vertoning van de cinematograaf was op 28 december 1895 in het Salon Indien du Grand Café. In januari 1896 liepen er de hele dag voorstellingen en kwamen er 4000 toeschouwers per dag kijken. Dit zorgde voor een stroom aan concurrenten. De gebroeders Lumière keken de kat uit de boom in plaats van hun technologie te verkopen. Toen ze dit in 1897 toch deden, was het te laat. Er heerste totale anarchie op de markt van de filmcamera's.

## Technische informatie
- De cinematograaf gebruikt 35mm-film, in eerste instantie, met een andere perforatie dan de perforatie die Edison gebruikte voor de vertoning van zijn films in de kinetoscoop. Er bestaan twee versies van de cinematograaf, wat de perforatie aangaat. Vanaf 1897 bood men de cinematograaf te koop aan. Men kon dan kiezen welke perforatie men wilde. De ronde Lumière perforatie, maar men kon ook kiezen voor de "Amerikaanse" perforatie. Het verschil zat hem in de vorm en het aantal. De Lumière perforaties waren rond met aan ieder kant van het filmbeeld een perforatie; de Amerikaanse perforatie was meer rechthoekig met vier stuks per kant per filmbeeld.
- Het toestel had 3 functies:

1. Camera
2. Printer
3. Projectie

- Het was erg licht (slechts enkele kilo's) in tegenstelling tot de apparatuur van ander pionieren zoals de Gebroeders Skladanowsky Deze hadden een camera én een projector nodig. Vooral deze laatste was bijzonder groot en zwaar en gebruikte twee filmstroken. Dit dus in tegenstelling tot het aanzienlijk veelzijdiger apparaat van de gebroeders Lumière.
- Het was een handmatig aangedreven camera. Er was geen elektriciteit vereist voor het opnemen van de film.

## Impact op de esthetiek
- Door het geringe gewicht kon men buitenopnamen maken
- De handmatige aandrijving maakte special effects zoals slow motion en fast motion mogelijk